# Coppa UEFA 1993-1994
La Coppa UEFA 1993-1994 è stata la 23ª edizione della terza competizione continentale. Venne vinta dall'Inter nella doppia finale contro il Salisburgo; la vittoria del trofeo indusse la UEFA a permettere al club milanese di partecipare alla successiva edizione del torneo pur non avendo conseguito in campionato un piazzamento sufficiente alla qualificazione, concedendole una wild card.

## Formula
Sulla base del ranking UEFA al 1992, si sarebbero sviluppati alcune mutazioni di organico, ma le turbolente vicende dell'Europa orientale ex comunista richiesero alcune decisioni “ad hoc” da parte della UEFA.
La prima questione da affrontare era l'embargo ONU cui erano sottoposti i resti della Jugoslavia, i cui posti vennero distribuiti fra i tre paesi più meritevoli, ossia la ex Unione Sovietica, la Romania e la ex Cecoslovacchia, che così qualificò un club ceco e due slovacchi.
Ma anche l'eredità della disciolta superpotenza slava era da definire: un accordo a tre siglato dalla UEFA con la Russia e l'Ucraina riconobbe alla prima la totale disponibilità dei tre posti ex sovietici, mentre alla seconda veniva girato uno dei posti della disciolta Germania Est, la quale peraltro ne aveva un altro di cui beneficiò un'altra nazione di recente indipendenza, la Slovenia.
La terza questione fu la temporanea sospensione per motivi di instabilità politica dell'Albania, il cui posto fu dato alla successiva nazione più meritevole, la Scozia.
L'ultimo problema fu infine lo scandalo che in estate coinvolse il calcio polacco e in particolare le due rappresentanti locali: la UEFA le squalificò e revocò al paese i suoi posti, offrendoli stavolta a nazioni più piccole, l'Ungheria e la Bulgaria.

## Trentaduesimi di finale
| Squadra 1              | Totale | Squadra 2                  | Andata | Ritorno     |
| ---------------------- | ------ | -------------------------- | ------ | ----------- |
| Aalborg Boldspilklub   | 1 - 5  | Deportivo de La Coruña     | 1 - 0  | 0 - 5       |
| Bohemian FC            | 0 - 6  | FC Girondins de Bordeaux   | 0 - 1  | 0 - 5       |
| Borussia Dortmund      | 1 - 0  | Spartak Vladikavkaz        | 0 - 0  | 1 - 0       |
| Brøndby IF             | 3 - 3  | Dundee United FC           | 2 - 0  | 1 - 3 (dts) |
| Young Boys             | 0 - 1  | Celtic                     | 0 - 0  | 0 - 1 (dts) |
| CD Tenerife            | 3 - 2  | Auxerre                    | 2 - 2  | 1 - 0       |
| Crusaders FC           | 0 - 4  | Servette                   | 0 - 0  | 0 - 4       |
| Dinamo Bucarest        | 3 - 4  | Cagliari Calcio            | 3 - 2  | 0 - 2       |
| Dinamo Mosca           | 2 - 7  | Eintracht Frankfurt        | 0 - 6  | 2 - 1       |
| Dnipro Dnipropetrovs'k | 4 - 2  | VfB Admira Wacker Mödling  | 1 - 0  | 3 - 2       |
| Kuusysi Lahti          | 6 - 1  | KSV Waregem                | 4 - 0  | 2 - 1       |
| FC Nantes Atlantique   | 2 - 4  | Valencia CF                | 1 - 1  | 1 - 3 (dts) |
| Twente                 | 3 - 7  | Bayern Monaco              | 3 - 4  | 0 - 3       |
| Gloria Bistriţa        | 0 - 2  | NK Maribor                 | 0 - 0  | 0 - 2       |
| Heart of Midlothian FC | 2 - 4  | Atletico Madrid            | 2 - 1  | 0 - 3       |
| IFK Norrköping         | 1 - 2  | YR KV Mechelen             | 0 - 1  | 1 - 1 (dts) |
| Inter                  | 5 - 1  | Rapid Bucarest             | 3 - 1  | 2 - 0       |
| Juventus               | 4 - 0  | Lokomotiv Mosca            | 3 - 0  | 1 - 0       |
| Karlsruher SC          | 2 - 1  | PSV                        | 2 - 1  | 0 - 0       |
| KR                     | 1 - 2  | MTK Hungária FC            | 1 - 2  | 0 - 0       |
| Kocaelispor            | 0 - 2  | Sporting Clube de Portugal | 0 - 0  | 0 - 2       |
| Norwich City FC        | 3 - 0  | Vitesse Arnhem             | 3 - 0  | 0 - 0       |
| Östers IF              | 2 - 7  | Kongsvinger IL             | 1 - 3  | 1 - 4       |
| PFC Botev Plovdiv      | 3 - 8  | Olympiacos                 | 2 - 3  | 1 - 5       |
| Anversa                | 4 - 2  | CS Marítimo                | 2 - 0  | 2 - 2       |
| Salisburgo             | 4 - 0  | DAC Dunajská Streda        | 2 - 0  | 2 - 0       |
| Lazio                  | 4 - 0  | PFC Lokomotiv Plovdiv      | 2 - 0  | 2 - 0       |
| Slavia Praga           | 1 - 2  | OFI Creta                  | 1 - 1  | 0 - 1       |
| SK Slovan Bratislava   | 1 - 2  | Aston Villa FC             | 0 - 0  | 1 - 2       |
| Trabzonspor            | 6 - 2  | Valletta FC                | 3 - 1  | 3 - 1       |
| Union Luxembourg       | 0 - 5  | Boavista                   | 0 - 1  | 0 - 4       |
| Vác FC-Samsung         | 2 - 4  | Apollōn Limassol           | 2 - 0  | 0 - 4 (dts) |

## Sedicesimi di finale
| Squadra 1                | Totale | Squadra 2                  | Andata | Ritorno |
| ------------------------ | ------ | -------------------------- | ------ | ------- |
| Atletico Madrid          | 1 - 2  | OFI Creta                  | 1 - 0  | 0 - 2   |
| Bayern Monaco            | 2 - 3  | Norwich City FC            | 1 - 2  | 1 - 1   |
| CD Tenerife              | 5 - 5  | Olympiacos                 | 2 - 1  | 3 - 4   |
| Celtic                   | 1 - 2  | Sporting Clube de Portugal | 1 - 0  | 0 - 2   |
| Deportivo de La Coruña   | 2 - 1  | Aston Villa FC             | 1 - 1  | 1 - 0   |
| Eintracht Frankfurt      | 2 - 1  | Dnipro Dnipropetrovs'k     | 2 - 0  | 0 - 1   |
| FC Girondins de Bordeaux | 3 - 1  | Servette                   | 2 - 1  | 1 - 0   |
| Kuusysi Lahti            | 2 - 7  | Brøndby IF                 | 1 - 4  | 1 - 3   |
| Inter                    | 4 - 3  | Apollōn Limassol           | 1 - 0  | 3 - 3   |
| Kongsvinger IL           | 1 - 3  | Juventus                   | 1 - 1  | 0 - 2   |
| NK Maribor               | 1 - 2  | Borussia Dortmund          | 0 - 0  | 1 - 2   |
| Salisburgo               | 2 - 0  | Anversa                    | 1 - 0  | 1 - 0   |
| Lazio                    | 1 - 2  | Boavista                   | 1 - 0  | 0 - 2   |
| Trabzonspor              | 1 - 1  | Cagliari Calcio            | 1 - 1  | 0 - 0   |
| Valencia CF              | 3 - 8  | Karlsruher SC              | 3 - 1  | 0 - 7   |
| YR KV Mechelen           | 6 - 1  | MTK Hungária FC            | 5 - 0  | 1 - 1   |

## Ottavi di finale
| Squadra 1                  | Totale | Squadra 2           | Andata | Ritorno     |
| -------------------------- | ------ | ------------------- | ------ | ----------- |
| Brøndby                    | 1 - 2  | Borussia Dortmund   | 1 - 1  | 0 - 1       |
| Eintracht Francoforte      | 2 - 0  | Deportivo La Coruña | 1 - 0  | 1 - 0       |
| Bordeaux                   | 1 - 3  | Karlsruhe           | 1 - 0  | 0 - 3       |
| Juventus                   | 4 - 2  | Tenerife            | 3 - 0  | 1 - 2       |
| Norwich City               | 0 - 2  | Inter               | 0 - 1  | 0 - 1       |
| OFI Creta                  | 1 - 6  | Boavista            | 1 - 4  | 0 - 2       |
| Sporting Clube de Portugal | 2 - 3  | Salisburgo          | 2 - 0  | 0 - 3 (dts) |
| Mechelen                   | 1 - 5  | Cagliari            | 1 - 3  | 0 - 2       |

## Quarti di finale
| Squadra 1         | Totale | Squadra 2             | Andata | Ritorno         |
| ----------------- | ------ | --------------------- | ------ | --------------- |
| Boavista          | 1 - 2  | Karlsruhe             | 1 - 1  | 0 - 1           |
| Borussia Dortmund | 3 - 4  | Inter                 | 1 - 3  | 2 - 1           |
| Cagliari          | 3 - 1  | Juventus              | 1 - 0  | 2 - 1           |
| Salisburgo        | 1 - 1  | Eintracht Francoforte | 1 - 0  | 0 - 1 (5-4 dcr) |

## Semifinali
| Squadra 1  | Totale | Squadra 2 | Andata | Ritorno |
| ---------- | ------ | --------- | ------ | ------- |
| Cagliari   | 3 - 5  | Inter     | 3 - 2  | 0 - 3   |
| Salisburgo | 1 - 1  | Karlsruhe | 0 - 0  | 1 - 1   |

## Finale
| Squadra 1  | Totale | Squadra 2 | Andata | Ritorno |
| ---------- | ------ | --------- | ------ | ------- |
| Salisburgo | 0 - 2  | Inter     | 0 - 1  | 0 - 1   |

### Gara d'andata
| Arbitro: | Kim Milton Nielsen |

|  |           |           |
|  | Marcatori | 35’ Berti |

| Salisburgo | Inter |

| Salisburgo    |    |                       |
|               |    |                       |
| POR           | 1  | Otto Konrad           |
| DIF           | 2  | Leopold Lainer        |
| DIF           | 3  | Heribert Weber (c)    |
| DIF           | 4  | Thomas Winklhofer 61' |
| DIF           | 5  | Christian Fürstaller  |
| CEN           | 6  | Franz Aigner          |
| CEN           | 7  | Martin Amerhauser 46' |
| CEN           | 8  | Peter Artner          |
| CEN           | 9  | Marquinho             |
| ATT           | 10 | Heimo Pfeifenberger   |
| CEN           | 11 | Stadler               |
| Sostituzioni: |    |                       |
| CEN           | 15 | Michael Steiner 61'   |
| CEN           | 7  | Damir Mužek 46'       |
| Allenatore:   |    |                       |
| Otto Barić    |    |                       |

| Inter            |    |                         |
|                  |    |                         |
| POR              | 1  | Walter Zenga            |
| DIF              | 2  | Antonio Paganin         |
| DIF              | 5  | Giuseppe Bergomi (c)    |
| LIB              | 6  | Sergio Battistini       |
| TS               | 3  | Angelo Orlando          |
| CEN              | 4  | Wim Jonk                |
| TD               | 7  | Alessandro Bianchi 49'  |
| CEN              | 9  | Nicola Berti            |
| CEN              | 8  | Antonio Manicone        |
| ATT              | 10 | Dennis Bergkamp 89'     |
| ATT              | 11 | Rubén Sosa              |
| Sostituzioni:    |    |                         |
| C                | 15 | Francesco Dell'Anno 89' |
| D                | 13 | Riccardo Ferri 75'      |
| Allenatore:      |    |                         |
| Gianpiero Marini |    |                         |

### Gara di ritorno
| Arbitro: | McCluskey |

|          |           |  |
| Jonk 62’ | Marcatori |  |

| Inter | Salisburgo |

| Inter            |    |                      |
|                  |    |                      |
| POR              | 1  | Walter Zenga         |
| DIF              | 2  | Antonio Paganin      |
| LIB              | 6  | Sergio Battistini    |
| DIF              | 5  | Giuseppe Bergomi (c) |
| TD               | 7  | Angelo Orlando       |
| TS               | 3  | Davide Fontolan 67'  |
| CEN              | 4  | Wim Jonk             |
| CEN              | 9  | Nicola Berti         |
| CEN              | 8  | Antonio Manicone     |
| ATT              | 10 | Dennis Bergkamp 89'  |
| ATT              | 11 | Rubén Sosa           |
| Sostituzioni:    |    |                      |
| D                | 14 | Massimo Paganin 89'  |
| D                | 13 | Riccardo Ferri 67'   |
| Allenatore:      |    |                      |
| Gianpiero Marini |    |                      |

| Salisburgo    |    |                       |
|               |    |                       |
| POR           | 1  | Otto Konrad           |
| DIF           | 2  | Leopold Lainer        |
| DIF           | 3  | Heribert Weber (c)    |
| DIF           | 4  | Thomas Winklhofer 67' |
| DIF           | 5  | Christian Fürstaller  |
| CEN           | 6  | Franz Aigner          |
| ATT           | 7  | Nikola Jurčević       |
| CEN           | 8  | Peter Artner 73'      |
| CEN           | 9  | Marquinho             |
| CEN           | 10 | Wolfgang Feiersinger  |
| CEN           | 11 | Adolf Hütter          |
| Sostituzioni: |    |                       |
| CEN           | 13 | Martin Amerhauser 67' |
| DIF           | 15 | Michael Steiner 73'   |
| Allenatore:   |    |                       |
| Otto Barić    |    |                       |

## Classifica marcatori
| Gol |  |  | Giocatore             | Squadra           |
| --- |  |  | --------------------- | ----------------- |
| 8   |  |  | Dennis Bergkamp       | Inter             |
|     |  |  | Edgar Schmitt         | Karlsruhe         |
| 6   |  |  | Bent René Christensen | Olympiacos        |
| 5   |  |  | Geir Frigård          | Kongsvinger       |
|     |  |  | Ricky                 | Boavista          |
|     |  |  | Artur                 | Boavista          |
|     |  |  | Wim Jonk              | Inter             |
| 4   |  |  | Jesper Kristensen     | Brøndby           |
|     |  |  | Stéphane Chapuisat    | Borussia Dortmund |
|     |  |  | Eszenyi Dénes         | Malines           |
|     |  |  | Ismo Lius             | Lahti             |
|     |  |  | Luís Oliveira         | Cagliari          |
|     |  |  | Jorge Cadete          | Sporting Lisbona  |